# Choe Hui-jin
Choe Hui-jin (최희진?; Seul, 10 novembre 1987) è una cestista sudcoreana.

## Carriera
Con la Corea del Sud ha disputato i Campionati mondiali del 2014.